# Samsung Galaxy S7
 Samsung Galaxy S7 và S7 Edge là điện thoại thông minh chạy hệ điều hành Android sản xuất và phân phối bởi Samsung Electronics. S7 là sự kế thừa của Galaxy S6 và S6 Edge giới thiệu vào năm 2015,Galaxy S8+, và nó chính thức được công bố vào 21 tháng 2 năm 2016 trong suốt buổi họp báo của Samsung tại Triển lãm di động toàn cầu, nó được bán ra tại châu Âu và Bắc Mỹ từ 11 tháng 3 năm 2015. Giống như S6, S7 là bản chuẩn, cùng với biến thể "Edge" có màn hình cong dọc theo thiết bị.
Galaxy S7 là một sự biến đổi so với những năm trước, khôi phục lại thiết kế từ Galaxy S5 như chứng chỉ IP chống nước và bụi, cũng như bộ nhớ mở rộng.
Giống như Galaxy S5, Samsung Galaxy S7 có tính năng cử chỉ lòng bàn tay cho phép người dùng chụp ảnh màn hình điện thoại của họ. Chúng tôi đã thấy rằng tính năng này đã được cấy ghép cho các điện thoại thông minh Galaxy S series khác được phát hành sau Samsung Galaxy S5. Samsung đã bán ra tổng cộng hơn 55 triệu chiếc Galaxy S7/ S7 Edge trên toàn cầu.